# Miosina

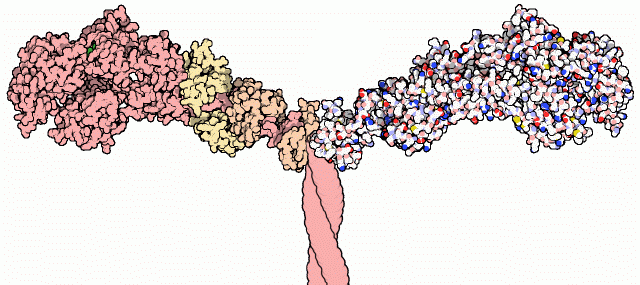
Parte da estrutura da miosina.

A proteína miosina é uma ATPase que se movimenta ao longo da actina e em presença de ATP, são responsáveis pela contração muscular. Estas proteínas são as principais componentes dos miofilamentos, os organelos que constituem o "esqueleto" das células musculares. Sua forma microscópica lembra um taco de golf.
Ela é uma enzima mecanoquímica, isto é, converte a energia química em mecânica e por isso é também chamada de proteína motora. Então, nos movimentos gerados por esses elementos, a miosina é o motor, os filamentos de actina são os trilhos e o ATP, o combustível.
Estudos de sequência de DNA mostram mais de 10 classes de genes para miosina. Entretanto, três são os mais conhecidos: miosina I, miosina II, e miosina V. A estrutura molecular de todas mostra
- uma "cabeça", onde se encontra o sítio de ligação com ATP e com a actina, sendo o local de geração de força;
- um "pescoço", que regula a atividade da "cabeça" ligando-se à calmodulina outra proteína reguladora semelhante;
- uma "cauda" que contém sítios de ligação que determina se a molécula vai se ligar à membrana plasmática ou a outras caudas para formar um filamento grosso.

## Estrutura
A miosina I tem uma; nesta, tem sítio de ligação para a membrana plasmática à qual se prende; pela cabeça ela se prende à actina.
A miosina II e V são diméricas. Como a miosina I, a miosina V se relaciona à membrana plasmática e ao transporte de vesículas de secreção. A miosina II se polimeriza em filamentos grossos observados nas células musculares estriadas. Esses filamentos têm organização bipolar (as cabeças estão colocadas em ambas extremidades e separadas por uma zona composta só de caudas que se interagem).

## Fisiologia
Nas células musculares estriadas, os filamentos de actina e de miosina estão arranjados de maneira definida e estável no citoplasma, para que possam promover a tensão no processo de contração muscular devido ao encurtamento do sarcômero provocado pela mudança da conformação da miosina quando interage com a actina. A contração das células musculares lisas e das mioepiteliais também é feita pela interação da actina e miosina, só que a organização desses filamentos nessas células musculares estriadas.
A interação actina-miosina cessa quando o trifosfato de adenosina da célula muscular esgota-se. Isso resulta na rigidez característica dos músculos do cadáver, conhecida como rigor mortis, na qual os mesmos tornam-se endurecidos.
Esse sistema actina-miosina promove outros tipos de movimentos em outras células não-musculares. Por exemplo, ao final da divisão celular aparece abaixo da membrana plasmática, na porção central da célula, um anel contráctil constituído de filamento de actina e miosina; ele promove a contração do citoplasma nessa região, levando à separação das duas células-filhas. 
Na verdade, são inúmeros os movimentos promovidos pelo sistema actina-miosina, como movimentos ameboides, deslocamento de organelas no citoplasma, etc. Os filamentos intermediários são encontrados em quase todos os eucariotos, mas ainda não foram vistos em fungos e outros organismos inferiores. Sua função primordial é estrutural, reforçando as células e estruturando-as em tecidos.
Algumas características distinguem-nos dos demais tecidos filamentos de citoesqueleto: 
- são extremamente estáveis, pois a grande maioria continua polimerizada após extração com detergentes e altas concentrações de sais:
- suas subunidades proteicas são filamentos em alfa-hélice que se agregam como correntes, com seqüências e pesos moleculares diferentes;
- suas subunidades não se ligam a nucleotídeos e, portanto não requerem a hidrólise de ATP na polimerização.